# 루예향

루예 향의 위치

루예향(한국어: 녹야향, 중국어: 鹿野鄉, 병음: Lùyě Xiāng)은 중화민국 타이둥 현의 향이다. 넓이는 89.698km2이고, 인구는 2015년 8월 기준으로 8,124명이다.

## 지리
루예 향은 타이둥 현 중부에 위치하고 북쪽은 관산 진과 동쪽은 둥허 향과 서쪽 및 남쪽은 옌핑 향과 접하고 있다.

## 역사
예전에는 녹료(鹿寮)라고 했지만, 1911년에 관영 이민촌의 후보지로서 녹료의 머릿 글자를 취해 일본풍의 시카노 촌(鹿野村)으로 고쳐졌다.